# سمیرنوفکا
سمیرنوفکا (به لاتین: Smirnovka) یک منطقهٔ مسکونی در روسیه است که در استان آمور واقع شده‌است.